# Jozo Lavička
Jozo Lavička (1933 Jevišovka – 2020 Vídeň) byl česko-chorvatský kulturní pracovník, publicista a bojovník za zachování identity moravských Chorvatů.

## Biografie
Narodil se ve Frielištofu a po druhé světové válce se v roce 1948 usadil ve Vídni, kde celý život působil jako součást chorvatského centra Burgenlandských Chorvatů. Podněcoval ke stavbě pomníků a náhrobků zasloužilým moravským Chorvatům a je autorem několika knih věnovaných rodné obci a moravským Chorvatům. Na základě jeho prací vydal chorvatský historik Dragutin Pavličević monografii Moravští Chorvati (1994) a Alojz Jembrih knihu Tragom identitet južnomoravskih Hrvats (2017). Shromáždil kroje moravských Chorvatů a část sbírky věnoval Folklornímu souboru "Kolo Slavuj" ve Vídni. Za svůj přínos mu byla v roce 2012 udělena Kulturní cena Chorvatského centra ve Vídni „Metron“ a v roce 2016 Cena „Josefa Löhnera“ Jihomoravského spolku v bavorském Geislingenu.

## Knihy
(tituly v chorvatštině)
- Lipo naše selo [Naše krásná vesnice], 2005.
- Frelištof – idilično selo između Thaye i Jaspitza u Južnoj Moravskoj [Frelištof – idylická vesnička mezi Dyjí a Jaspitzem na jižní Moravě], 2015.
- Josef Lavička – Životna priča jednog Frelištofca [Josef Lavička – Životní příběh frelištofského občana], 2016.
- Josef Lavička: Moj život od Frelištofa do Beča [Josef Lavička: Můj život od Frelistofu po Vídeň], 2016.